# BalenaEtcher
balenaEtcher(이전 이름: Etcher)는 SD 카드 및 USB 플래시 드라이브를 라이브 USB로 만들기 위해 압축 폴더 뿐 아니라 .iso 및 .img 파일과 같은 이미지 파일을 저장매체에 기록하는데 사용되는 자유 오픈 소스 유틸리티이다. balenaEtcher는 balena에 의해 개발되었으며 Apache License 2.0 라이센스를 따른다. Etcher는 Electron 프레임 워크를 사용하여 개발되었으며 Windows, macOS 및 Linux를 지원한다. balenaEtcher는 원래 Etcher라고 불렸지만, Resin.io가 2018년 10월 29일에 Balena로 변경하면서 이름이 함께 변경되었다.

## 특징
Etcher는 주로 그래픽 사용자 인터페이스를 통해 사용된다. 또한 현재 개발중인 명령 줄 인터페이스가 있다.
향후 계획된 기능에는 라이브 SD 카드 또는 USB 플래시 드라이브를 하드 드라이브로 사용할 수 있는 영구 저장소 지원과 단일 SD 카드 또는 USB 플래시 드라이브에 여러 부팅 파티션을 플래시하는 지원이 포함된다.